# Живорад Настасијевић
Живорад Настасијевић (Горњи Милановац, 1893 — Београд, 1966) био је српски сликар, фреско сликар и иконописац. Бавио се и илустрацијом књига и оперском сценографијом.

## Биографија
Рођен је у породици где су и његова браћа били уметници и књижевници – Момчило Настасијевић, Славомир Настасијевић и Светомир Настасијевић. Њихов отац, Никола Лазаревић, доселио се с мајком из Охрида у Брусницу као шестогодишњак. У знак захвалности према ујаку Настасу Ђорђевићу (градитељу горњомилановачке цркве Свете Тројице) код кога је изучио градитељски занат, одриче се мајчиног презимена и од ујаковог имена прави ново презиме, Настасијевић.
Живорад је још током основне школе показао интересовање и надареност за цртање и сликање. Завршио је Уметничко-занатску школу у Београду 1910. године као ученик Ђоке Јовановића, Ристе Вукановића и Марка Мурата. Студије сликарства наставио је у Минхену код професора Грабара током 1913. и 1914. године али је то морао да прекине због избијања Првог светског рата. Као многи српски уметници прве половине XX века, Настасијевић је добровољно ступио у ђачки батаљон Степе Степановића, прешао преко Албаније и преболео тифус. У рату је првобитно учествовао као борац до 1917. године, док је након прележане болести и опоравка у Грчкој и Африци постављен за ратног сликара при Врховној команди. После рата, школовање наставља у Паризу од 1920. до 1922. године на Академији Grande Chaumière код професора Касталучија. Сликао је пределе, париске и београдске мотиве, портрете, мртве природе, фигуралне, ратне, митолошке, религиозне и историјске композиције.
По повратку у земљу узео је активног учешћа у културним збивањима:
- 1920-21. Члан Ладе.
- 1923. Члан Групе шесторице: Бијелић, Добровић, Кршинић, Настасијевић, Росандић, Стојановић.
- 1924. Члан Групе четворице: Добровић, Бијелић, Миличић, Настасијевић.
- 1927. Један је од оснивача уметничке групе „Зограф”.[5]
- 1936. Поново постаје члан Ладе, у чијим редовима остаје до смрти.

У току школовања излагао на изложбама Уметничко-занатске школе. По завршеним студијама први пут излагао је 1912. на Четвртој југословенској изложби.
На почетку уметничког формирања, на њега као сликара пресудно су утицали школовање на минхенској Академији и дружење са сликаром Костом Миличевићем, те се у том делу његовог опуса примећује утицај импресионизма. Након одласка у Париз, где се детаљније упознао са ликовном уметношћу и делима старих мајстора, окреће се сликању празних, напуштених београдских предела који по атмосфери личе на магијски реализам, као и митолошким мотивима.
Године 1927. заједно са Васом Поморишцем био је иницијатор и покретач уметничке групе „Зограф”, која је требало да представља неку врсту опозиције прогресивној и модернистички оријентисаној групи „Облик”. Уметници који су били чланови „Зографа” залагали су се за афирмацију средњовековне уметности и изграђивање националног стила на темељу средњовековног наслеђа и традиције.
Живорад Настасијевић бавио се између осталог и фреско сликарством и иконописом. Извео је фреске у згради Уметничког павиљона у Београду (које су уништене за време Другог светског рата), иконостас цркве Богородичног покрова у Београду, фреске у сали зграде Народне банке у Скопљу, фреске у одборничкој сали Београдске општине, фреске у Успенској цркви у Панчеву, фреске у цркви Костурнице у Крупњу и фреске у неколико породичних капела на Новом гробљу у Београду.
Живорад је био нежења, исто као и двојица браће – Момчило и Светомир. Живорад и Светомир су у међуратном периоду у својој кући живели са неудатим сестрама професоркама, Даринком и Славком и старом мајком. Њихов дом је дуго година био интимно стециште београдског уметничког света. Живорад није имао уметнички атеље већ је радио на једном сточићу у углу собе.
Умро је у Београду 1966. године.

## Група „Облик”
Заједно са својим колегама Петром Палавичинијем и Бранком Поповићем, Јован Бијелић је 1926. године формирао групу „Облик” коме приступају Петар Добровић, Живорад Настасијевић, Тома Росандић, Вељко Станојевић, Сретен Стојановић, Сава Шумановић и Марино Тартаља као чланови оснивачи. Касније придружују им се Игњат Јоб, Зора Петровић, Иван Радовић, Мате Размиловић, Ристо Стијовић и архитекта Драгиша Брашован. Ова групу су сачињавали већ афирмисани ликовни уметници. Правила групе су донета на седници 8. новембра 1930. године а Министарство унутрашњих послова их је потврдило 20. јула 1932. године.

## Самосталне изложбе
- 1923. Београд;
- 1924. Београд;
- 1925. Београд - са Љ. Ивановићем;
- 1926. Београд;
- 1927. Београд;
- 1966. Београд - ретроспектива у Галерији Културног центра.

## Групне изложбе
- 1919. Југословенска изложба, Париз
- Лада, V-VI, XIII, XIX-XXVIII, XXX, XXXII-XXXVII
- 1929. Југословенска изложба, Барселона
- 1930. Југословенска изложба, Лондон
- 1932. Југословенска изложба, Брисел и Амстердам
- 1938. Крагујевац
- 1939. Петроград
- 1921. Изложба ликовних уметника из Београда, Сомбор
- 1922. Пета југословенска изложба
- 1924. Изложба београдских сликара и вајара
- 1924. Група четворице, Загреб
- Јесење изложбе београдских уметника, I-III, VIII-XI
- Пролећне изложбе југословенских уметника, I-V, VIII-XII
- УЛУС, VI, VIII, X-XVIII, XXI, XXV, XXVII-III, XXXIV
- 1951. Пејзажи Београда, Београд
- 1962. Сава Шумановић и српски пејзаж између два рата, Сремска Митровица

## Галерија
- Мотив са Рудника, 1941.
- Венера (женски акт), 1925. (Музеј савремене уметности)
- Напуштени плуг, 1918. (Народни музеј у Београду)
- Коста Миличевић, 1920.
- Мој брат Момчило, уље на платну, 1927.
- Мртва природа, уље на платну, 1953.
- Купачице, уље на платну, 1958.
- Pont Neuf, уље на платну, 1921.
- Портрет сестре Славке, уље на платну, 1920.
- Портрет сестре Даринке, уље на платну, 1952.
- Портрет сестре Наталије, уље на платну, 1911.
- Портрет оца, уље на платну, 1926.
- Портрет мајке Милице, уље на платну, 1920.
- Света Марија Магдалена, фреска у раму. Живорад Настасијевић био је један од првих модерних српских уметника који се окренуо фреско сликарству
- Спасоје Ђорђевић, грађевинар, чији је лик познат захваљујући цртежу његовог сестрића Живорада
- Пејзаж из Шумадије, уље на платну, 1966.
- Моја баба Јелена, цртеж са фотографије из 1865. Јелена Николић, удата Јовановић, била је мајка Милице Настасијевић
- Милош Голубовић, Портрет Живорада Настасијевића, 1917.
- Свети Атанасије Александријски, акварел, 40,5×27 цм, акварел
- Мој деда Коста Јовановић, Народни музеј Краљево